# Colonia Carmen Serdán
Colonia Carmen Serdán är en ort i Mexiko.   Den ligger i kommunen Zamora och delstaten Michoacán de Ocampo, i den centrala delen av landet, 300 km väster om huvudstaden Mexico City. Colonia Carmen Serdán ligger 1 628 meter över havet och antalet invånare är 221.
Terrängen runt Colonia Carmen Serdán är kuperad åt sydost, men åt nordväst är den platt. Runt Colonia Carmen Serdán är det tätbefolkat, med 331 invånare per kvadratkilometer. Närmaste större samhälle är Zamora, 3,2 km nordväst om Colonia Carmen Serdán. Runt Colonia Carmen Serdán är det i huvudsak tätbebyggt.